# 愛知国学院
愛知国学院（あいちこくがくいん）は、名古屋市熱田区の高座結御子神社境内に所在した神職養成施設。

## 概要
愛知国学院の前身は1912年（明治45年）に山王稲荷神社境内に設置された「愛知県神職養成所」である。これは後に熱田神宮政所に移転する。
1921年（大正10年）に至って愛知国学院が高座結御子神社の境内において設立される。1944年（昭和19年）には中部神祇学校と改称される。この時の校長は春日井瀇。しかし、翌年には名古屋大空襲により焼失の憂き目に遭っている。焼失後は再建を果たせぬまま、1947年（昭和22年）に廃校となっている。
跡地には1977年（昭和52年）8月20日に山王高座会の手により「愛知国学院・中部神祇学校之碑」が建立された。

## 創立者
創立者の野田菅麿（1857-1945）は島根県那賀郡今市村に代々天満宮神職の家に生まれ、津和野藩の藩校「養老館」、金子有卿が始めた石見国一宮の「川合国漢塾」に学んだのち、明治8年教導職となり、今福八幡宮、物部神社を経て翌年上京、日比谷の神道事務局生徒寮に学び、各地巡教を経て、明治15年に物部教会副院長就任、翌年より二等宣教使として中国地方巡回講師を務めた。山口県の分局長を務めていた明治27年に神道本局（神道事務局の後身）幹事に抜擢され、本局教務の大刷新を手掛け、明治29年には西麻布に本局を新築した。明治45年に愛知国学院を創立し、宮城大拡張工事完遂するなどし、県神職会長、全国神職会、皇典講究所各評議員などをつとめた。四条畷神社、官幣大社生国魂神社宮司を経て、大正6年より昭和5年まで熱田神宮神官を務めた。従四位勳五等。娘婿の勝部本右衛門9代目は島根県多額納税者。